# Inter-Provincial Trophy 2018
Die Inter-Provincial Trophy 2018 (aus Sponsoringgründen auch Hanley Energy Inter-Provincial Trophy 2018) war die sechste Saison des nationalen Twenty20 Cricket-Wettbewerbes in Irland der vom 18. Mai bis zum 8. Juli 2018 ausgetragen wurde. Es war die zweite Austragung des Wettbewerbes, die vom Weltverband International Cricket Council Twenty20-Status verliehen bekommen hat. Leinster Leightning konnte seinen Titel vom Vorjahr erfolgreich verteidigen und gewann den Trophy zum insgesamt 5. Mal.

## Format
Jede Mannschaft spielt gegen jede andere jeweils zweimal. Für einen Sieg gibt es 4 Punkte, für ein No Result oder Unentschieden 2 Punkte. Einen Bonuspunkt gibt es, wenn die Run Rate 1,25-mal so groß ist wie die des Gegners.

## Resultate
Tabelle
| Teams               | Sp. | S | N | U | R | NR | BP | Ded | Punkte | NRR    |
| ------------------- | --- | - | - | - | - | -- | -- | --- | ------ | ------ |
| Leinster Lightning  | 6   | 5 | 1 | 0 | 0 | 0  | 3  | 0   | 23     | +1.567 |
| Northern Knights    | 6   | 3 | 3 | 0 | 0 | 0  | 3  | 0   | 15     | +0.308 |
| North West Warriors | 6   | 2 | 4 | 0 | 0 | 0  | 0  | 0   | 8      | −0.720 |
| Munster Reds        | 6   | 2 | 4 | 0 | 0 | 0  | 0  | 0   | 8      | −1.179 |

Spiele
| 18. Mai Scorecard | Belfast | North West Warriors 166-5 (20)          | – | Northern Knights 141 (20) |
|                   |         | North West Warriors gewinnt mit 25 Runs |   |                           |

| 18. Mai Scorecard | Dublin | Leinster Lightning 160-6 (20)          | – | Munster Reds 80 (15.4) |
|                   |        | Leinster Lightning gewinnt mit 80 Runs |   |                        |

| 25. Mai Scorecard | Belfast | Leinster Lightning 178-6 (20)         | – | Northern Knights 140 (16) |
|                   |         | Leister Lightning gewinnt mit 38 Runs |   |                           |

| 25. Mai Scorecard | Eglington | Munster Reds 126-8 (20)                   | – | North West Warriors 127-5 (19.1) |
|                   |           | North West Warriors gewinnt mit 5 Wickets |   |                                  |

| 8. Juni Scorecard | Bready | Leinster Lightning 99 (19.1)          | – | North West Warriors 95-8 (20) |
|                   |        | Leinster Lightning gewinnt mit 4 Runs |   |                               |

| 8. Juni Scorecard | Cork | Northern Knights 195-5 (20)          | – | Munster Reds 156-6 (20) |
|                   |      | Northern Knights gewinnt mit 39 Runs |   |                         |

| 6. Juli Scorecard | Dublin | North West Warriors 162-7 (20)     | – | Munster Reds 163-4 (17) |
|                   |        | Munster Reds gewinnt mit 6 Wickets |   |                         |

| 6. Juli Scorecard | Dublin | Leinster Lightning 207-5 (20)          | – | Northern Knights 180-9 (20) |
|                   |        | Leinster Lightning gewinnt mit 27 Runs |   |                             |

| 7. Juli Scorecard | Dublin | Northern Knights 165 (20)            | – | Munster Reds 126 (18.2) |
|                   |        | Northern Kinghts gewinnt mit 39 Runs |   |                         |

| 7. Juli Scorecard | Dublin | Leinster Lightning 182-3 (20)          | – | North West Warriors 141 (18.4) |
|                   |        | Leinster Lightning gewinnt mit 41 Runs |   |                                |

| 8. Juli Scorecard | Dublin | Northern Knights 193-6 (20)          | – | North West Warriors 144-5 (20) |
|                   |        | Northern Knights gewinnt mit 49 Runs |   |                                |

| 8. Juli Scorecard | Dublin | Munster Reds 189-5 (20)         | – | Leinster Lightning 187-6 (20) |
|                   |        | Munster Reds gewinnt mit 2 Runs |   |                               |